# Verkündigung an Maria (Tucherschloss)

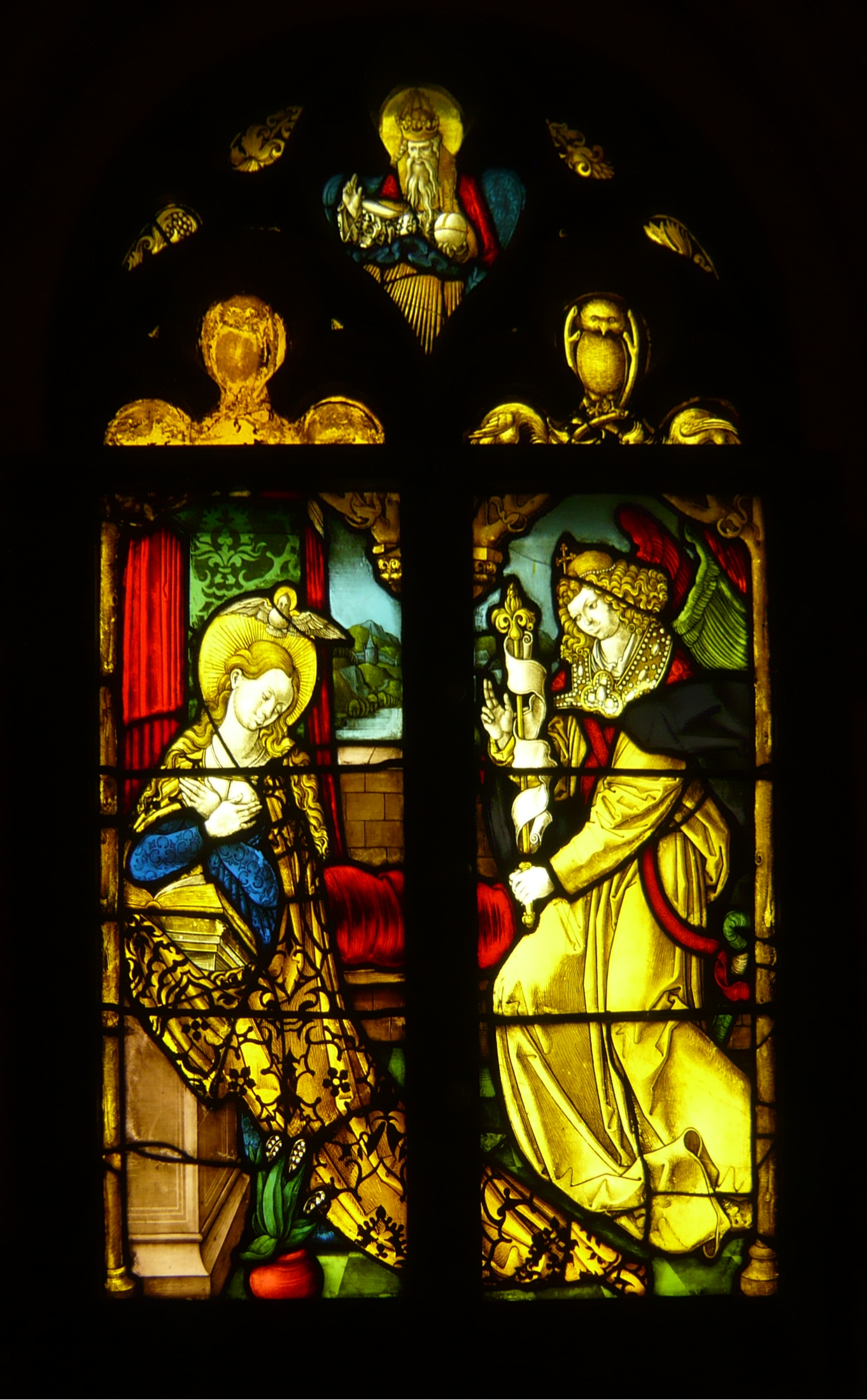
Bleiglasfenster Verkündigung an Maria in Nürnberg

Das Bleiglasfenster Verkündigung an Maria in der Sammlung des Tucherschlosses in Nürnberg befand sich ehemals in der Hauskapelle des Sixtus Tucher (1459–1507). Das Verkündigungsfenster war das zentrale Chorfenster der Kapelle im Gartenhaus von Sixtus Tucher in der Nürnberger Grasersgasse.
Das von gelber Farbe dominierte Fenster mit der Darstellung der Verkündigung an Maria zeigt ein Schlafgemach und im Hintergrund eine Landschaft am Wasser. Maria, die im Brokatmantel dargestellt wird, und die schwebende Gestalt des Erzengels Gabriel entsprechen einer spätgotischen Darstellungsweise, die räumliche Perspektive und die Plastizität der Figuren nähern sich der Renaissancemalerei an. Die Szene wird im Maßwerk vom segnenden Gottvater bekrönt. Florale Motive und Vögel sind in den kleineren Maßwerkscheiben zu sehen.
Die Vorlage wird dem Mitarbeiterkreis um Albrecht Dürer zugeschrieben. Die Ausführung erfolgte durch die Nürnberger Glasmalerwerkstatt von Veit Hirschvogel (1461–1526). 
Das Glasgemälde wurde mit weiteren Kunstwerken nach 1833 versteigert. Christoph von Tucher (1841–1922) gelang es, das Verkündigungsfenster und andere Kunstwerke für die Familie zurückzukaufen.
Im Germanischen Nationalmuseum in Nürnberg befindet sich eine Kabinettscheibe mit der Darstellung von Sixtus Tucher, die sich ebenfalls im Gartenhaus von Sixtus Tucher in der Grasersgasse befand.